# OpenArena
OpenArena è uno sparatutto in prima persona 3D gratuito, open source e libero.
La prima versione pubblica è stata distribuita il 19 agosto 2005, il giorno dopo che il codice sorgente dell'id Tech 3 è stato pubblicato sotto GPLv2 e anche l'ultimo giorno della Quake Expo 2005.
Il gioco è derivato da Quake III Arena, di cui conserva le caratteristiche generali: il software costituisce quindi un'alternativa completamente libera e gratuita al famoso first person shooter di id Software, mantenendo un'esperienza di gioco molto simile all'originale.

## Modalità di gioco
È possibile giocare contro dei giocatori comandati dal computer chiamati BOT, oppure contro avversari umani in modalità multiplayer. Esistono varie modalità di gioco: le quattro del Quake 3 Arena originale (FFA, Tournament, TDM, CTF), le tre introdotte in Team Arena (One Flag CTF, Harvester e Overload), ed altre. Nella maggior parte dei casi, quando un giocatore viene ucciso ("fraggato"), rientra immediatamente in gioco.
- Free For All: letteralmente "tutti contro tutti", in questa modalità lo scopo di ogni giocatore è di eseguire più uccisioni, o frag, possibili. Vince chi raggiunge per primo il "fraglimit" (numero di uccisioni preimpostato), oppure è in vantaggio al momento del raggiungimento del "timelimit" prefissato.
- Tournament: vengono effettuate sfide 1 vs. 1, chi vince passa al turno successivo fino ad arrivare ad un vincitore.
- Team Deathmatch: i giocatori si dividono in due squadre con il semplice scopo di uccidere più nemici possibile. Vengono sommati i punteggi di tutti i giocatori appartenenti ad una squadra.
- Capture The Flag: i giocatori si dividono in due squadre, ed ognuna possiede una "base" dove è presente la propria bandiera. Lo scopo del gioco è penetrare nella base nemica, afferrare la bandiera dell'altra squadra e portarla nella propria base, impedendo agli avversari di rubare quella del proprio colore.
- One Flag CTF: Variante "semplificata" del CTF, consiste nell'afferrare una bandiera "neutra" presente a metà del livello e depositarla nel cuore nella base nemica.
- Harvester: ogni volta che si uccide un avversario, a metà della mappa compare un teschio del colore della squadra avversaria; tale teschio deve venire raccolto e depositato nella base nemica.
- Overload: lo scopo del gioco è distruggere un "obelisco" presente all'interno della base avversaria, che è in grado di assorbire notevoli quantità di danni e di rigenerarsi.
- Last Man Standing: nella mappa non è presente nessun powerup: tutti i giocatori partono avendo a disposizione un identico arsenale, ed il giocatore non viene ferito dalle proprie armi (il che permette di fare ampio uso della tecnica detta Rocket jump). Quando un giocatore viene ucciso, non può rientrare in gioco fino al termine del round. Vince chi riesce a restare vivo e a uccidere tutti gli altri.
- Elimination: Simile al Last Man Standing, ma con i giocatori divisi in due squadre. Vince il round la squadra che rimane con almeno un giocatore in vita. Questo, unito alla mancanza di powerup e ricariche di munizioni, al fatto che tutti i giocatori partano con lo stesso arsenale, al fatto di non poter ferire sé stessi o i propri compagni di squadra, assimila il gioco alla modalità Clan Arena del diffuso mod OSP per Quake 3.
- CTF Elimination: simile all'Elimination, ma con in più il dover catturare la bandiera avversaria. Con l'opzione Oneway attack abilitata, in ogni round una squadra gioca in attacco ed una in difesa (quella in difesa non può catturare la bandiera avversaria), per poi scambiarsi i ruoli nel round successivo.
- Domination: i giocatori sono divisi in due squadre e nella mappa sono disposti alcuni checkpoint. Quando un giocatore di una squadra tocca un checkpoint, questo diventa del suo colore. Mantenere il controllo di uno o più checkpoint fa progressivamente aumentare il punteggio della squadra.
- Double Domination: i giocatori sono divisi in due squadre e nella mappa sono disposti due checkpoint A e B, che diventano del colore della squadra del giocatore che li tocca. Per segnare un punto, una squadra deve mantenere il controllo contemporaneo dei due checkpoint per dieci secondi continuativi.

Sono inoltre state inserite alcune opzioni separate:
- Instantgib: tutti i giocatori hanno a disposizione soltanto il railgun, con munizioni infinite. È sufficiente un unico colpo per "fraggare" un avversario, indipendentemente dalla sua energia residua.
- All rockets: tutti i giocatori hanno a disposizione soltanto il rocket launcher, con munizioni infinite.

## Software
OpenArena sfrutta l'engine ioquake3, ereditandone alcune migliorie da esso apportate all'originale id Tech 3. È così disponibile il supporto, oltre ad IPv4, anche ad IPv6 (è incluso anche un eseguibile definito "deprecato", privo di tale supporto, ma compatibile con Windows 9x).
Il software è completamente aperto, dalle texture al codice del gioco stesso: le texture, le mappe ed i modelli poligonali di Quake III Arena, sempre sotto il copyright di id Software, sono stati sostituiti con altri a licenza libera.

## Mod
Come nell'originale Quake 3, è presente il supporto per i "mod", che permettono di espandere il gioco, ad esempio:
- Defrag: si tratta di server speciali dove è possibile affinare le proprie abilita con tecniche avanzate quali rocket jump, strafe jump e plasma climb.

Sul sito di OpenArena è presente un elenco di mod per Quake 3 che sono stati testati con OpenArena, riportando se essi siano compatibili o meno.

### The Mission Pack
OpenArena include già alcuni aspetti introdotti in Quake 3 da Team Arena, come le modalità di gioco e le tre armi aggiuntive. Comunque, assieme ad OpenArena viene installato anche un mod, chiamato semplicemente The Mission Pack, che ha lo scopo di rispecchiare più da vicino Team Arena.

## Armi
Durante il gioco è possibile utilizzare una molteplicità di armi:
- Gauntlet (sega circolare): tutti i giocatori sono perennemente in possesso di quest'arma, la quale permette di infliggere discreti danni a contatto con il corpo degli avversari. A causa del suo raggio d'azione estremamente limitato e dell'essere l'unica arma a non richiedere munizioni, essa è comunemente utilizzata come "ultima risorsa".
- Machinegun (mitragliatrice): quest'arma, che ogni giocatore possiede sin dall'inizio, infligge modesti danni agli avversari. La precisione è piuttosto limitata, ma questo difetto è contrastato dall'alta velocità di fuoco.
- Rocket launcher (lanciarazzi): arma che possiede un range di danno molto elevato. Ha lo svantaggio che i razzi si muovono lentamente, per cui è un'arma molto utile per distanze abbastanza ravvicinate; è inoltre necessario fare attenzione ad usarlo nel corpo a corpo, visto che può causare ingenti danni a chi lo utilizza e ai possibili compagni di squadra, oltre che al nemico.
- Shotgun (fucile a pompa): ogni colpo sparato si divide in più proiettili che infliggono un buon danno. Utile soprattutto nel corpo a corpo, mentre da media-alta distanza è un'arma praticamente inutile, ed inoltre la velocità di ricarica è più alta della media.
- Lightning gun (scarica elettrica): arma che produce un raggio elettrico in grado di infliggere un alto danno all'avversario. Buona per qualsiasi tipo di distanza (a patto che rientri nel suo raggio d'azione, che è medio), con quest'arma è difficile mirare perfettamente.
- Grenade launcher (lanciagranate): un'arma molto difficile da utilizzare: quando una granata viene sparata, infatti, se essa non colpisce direttamente un nemico impiega qualche secondo ad esplodere. Bisogna dunque fare molta attenzione quando si fa uso di questo strumento: in compenso l'esplosione di una granata provoca alti danni anche a nemici relativamente distanti.
- Railgun (fucile a rotaia): arma che emette un raggio di grande potenza, ma ha un lungo tempo di ricarica. Si tratta in pratica di una specie di fucile di precisione, che lascia una caratteristica scia colorata.
- Plasma gun (fucile al plasma): spara sfere di plasma che uccidono i nemici nelle vicinanze.
- BFG10K: arma presente in poche mappe, lancia proiettili energetici esplosivi, in grado di infliggere grandi danni agli avversari. In pratica, il BFG è un "lanciamissili rapido" (i proiettili sono più veloci e ad un volume di fuoco più elevato). L'acronimo BFG deriva dalla "Big Fucking Gun", la più potente arma del videogame Doom.
- Chaingun (mitragliatrice Gatling; dalla versione 0.8 in poi): spara i proiettili a velocità maggiore rispetto alla mitragliatrice normale. Molto potente, ma esaurisce velocemente le munizioni.
- Nailgun (sparachiodi; dalla versione 0.8 in poi): spara una nuvola di chiodi. Come il fucile ha lunghi tempi di ricarica, ma dalle corte distanze è letale. A differenza del fucile, non è un'arma di tipo "hitscan".
- Proximity launcher (lancia mine di prossimità; dalla versione 0.8 in poi): spara delle mine adesive, che rimangono attaccate alle pareti. Quando un giocatore avversario vi passa vicino, esplodono. È anche possibile attaccarle direttamente ai personaggi, che non potranno liberarsene fino alla loro esplosione.
- Grappling Hook (uncino; dalla versione 0.8 in poi): un rampino che serve per raggiungere posti altrimenti inaccessibili normalmente. Disponibile solo in poche mappe, ma opzionalmente attivabile per tutti i giocatori in alcune modalità di gioco. Si tratta di una caratteristica non inclusa ufficialmente in Quake 3, lasciata incompleta da id Software: per impostazione predefinita i bot non lo utilizzano, visto che la loro intelligenza artificiale con esso presenterebbe dei bug.

Sparsi per le arene sono posizionati i vari armamenti e le relative scatole di munizioni, oltre a vari tipi di altri oggetti: bonus di energia vitale e di armatura, oggetti trasportabili (medkit, personal teleporter, kamikaze e invulnerabilty), "powerup" a tempo (quad damage, battle suit, flight, speed, invisibility e regeneration) e "rune" (doubler, ammo regen, scout e guard; le rune derivano da Team Arena e rimangono ad equipaggiare il giocatore finché esso non viene ucciso). Un certo tempo dopo essere stati raccolti da qualcuno, gli oggetti appaiono di nuovo sul campo di battaglia (fanno eccezione le rune, che riappaiono solo dopo la morte del precedente portatore).

## Schermate

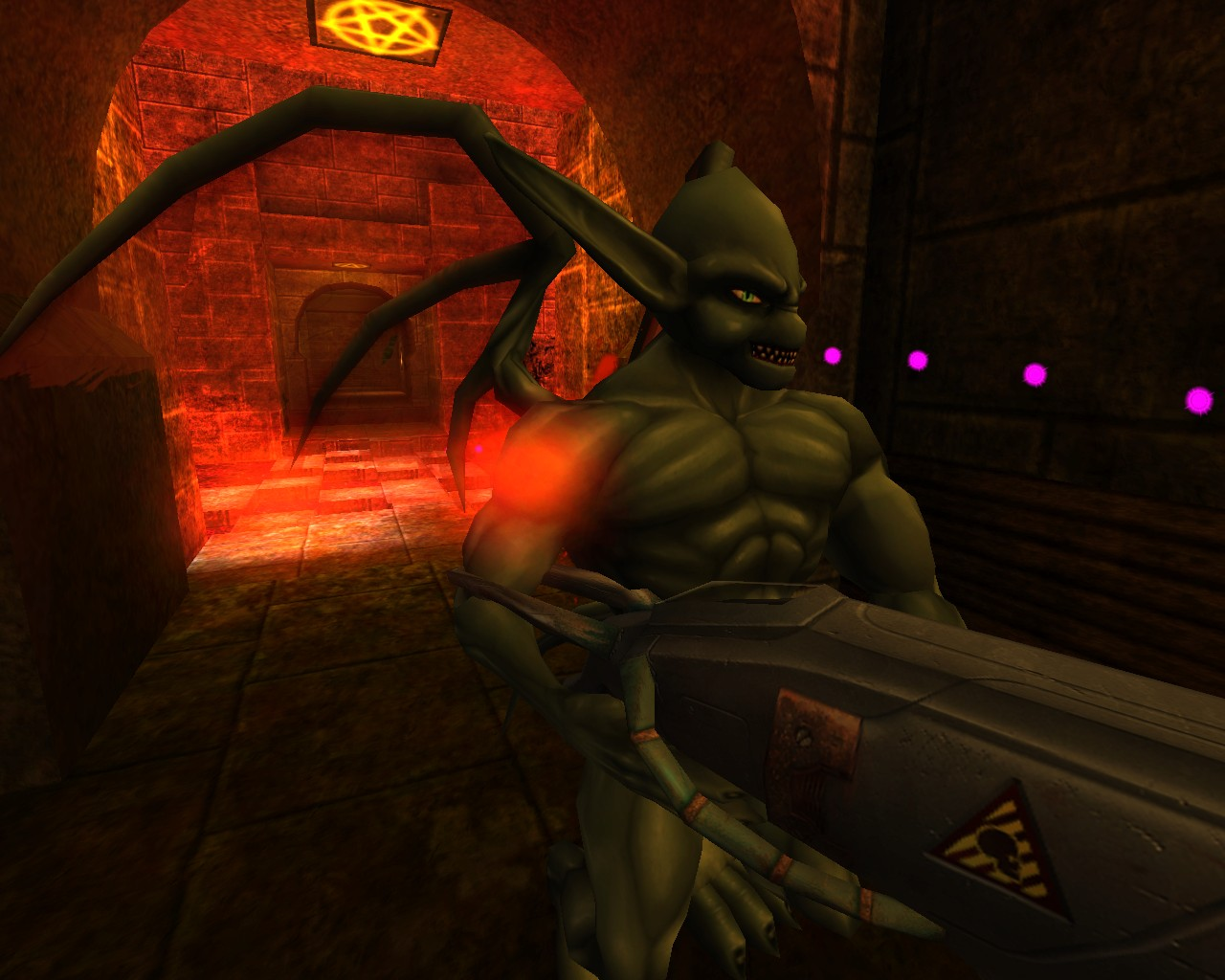
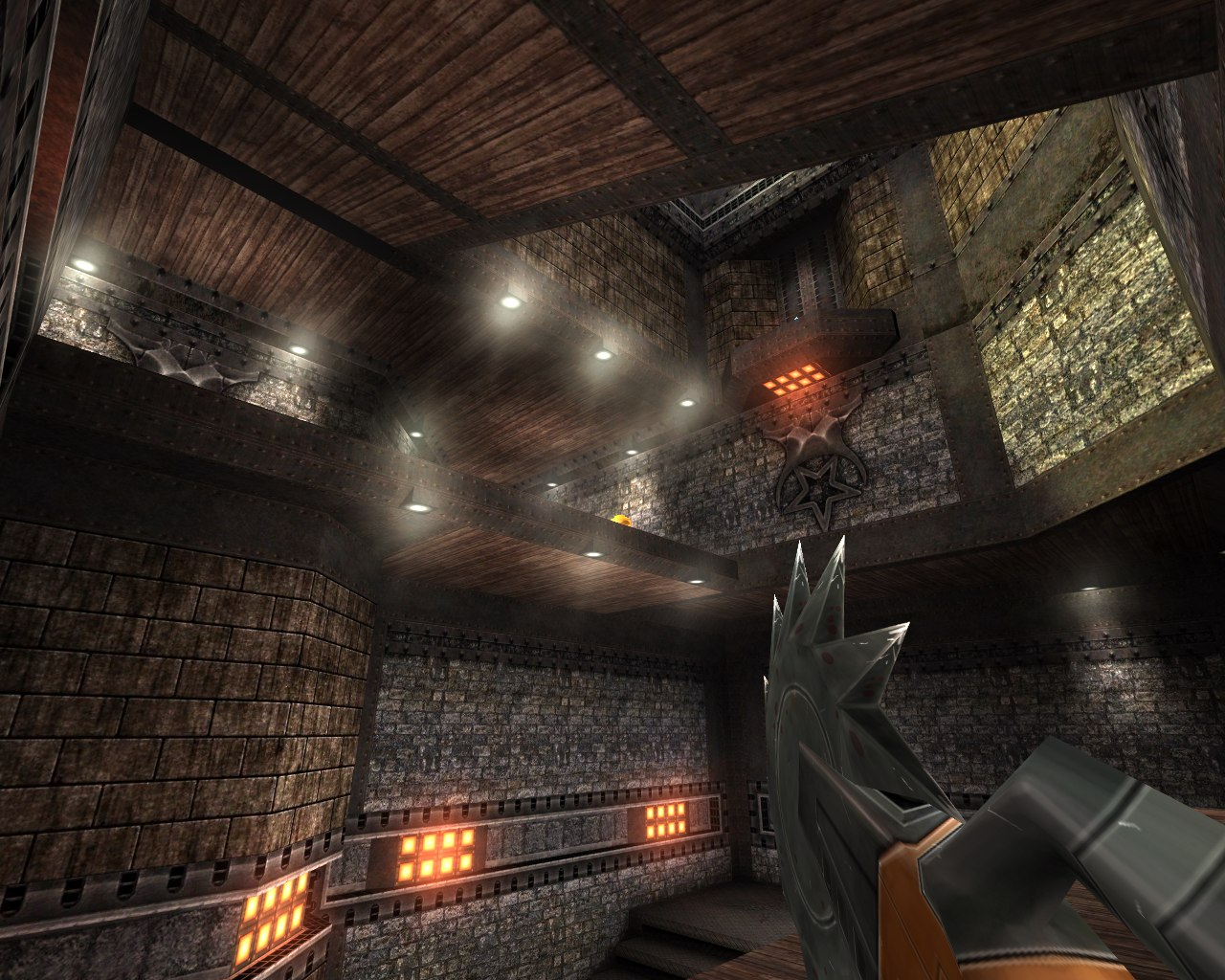
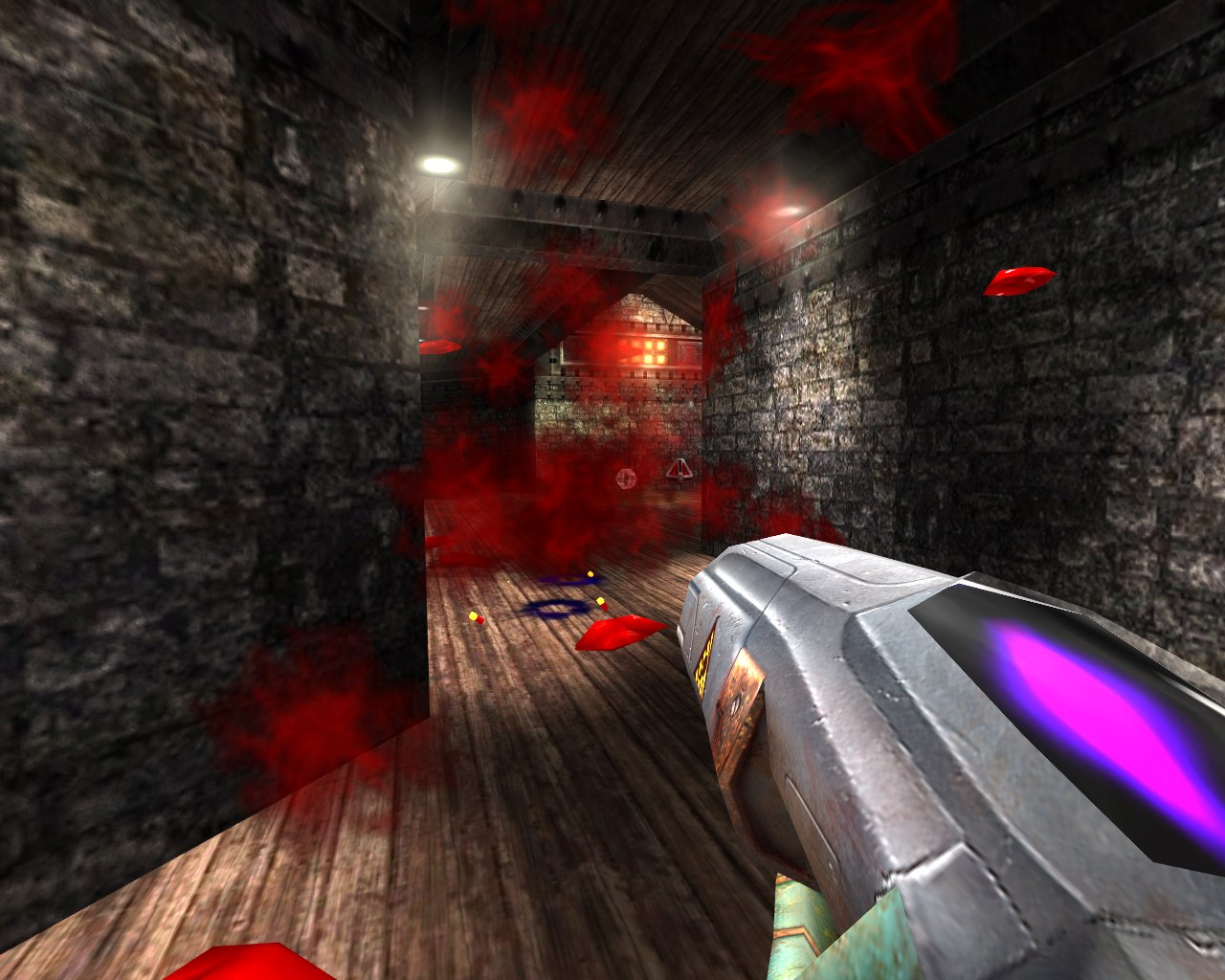
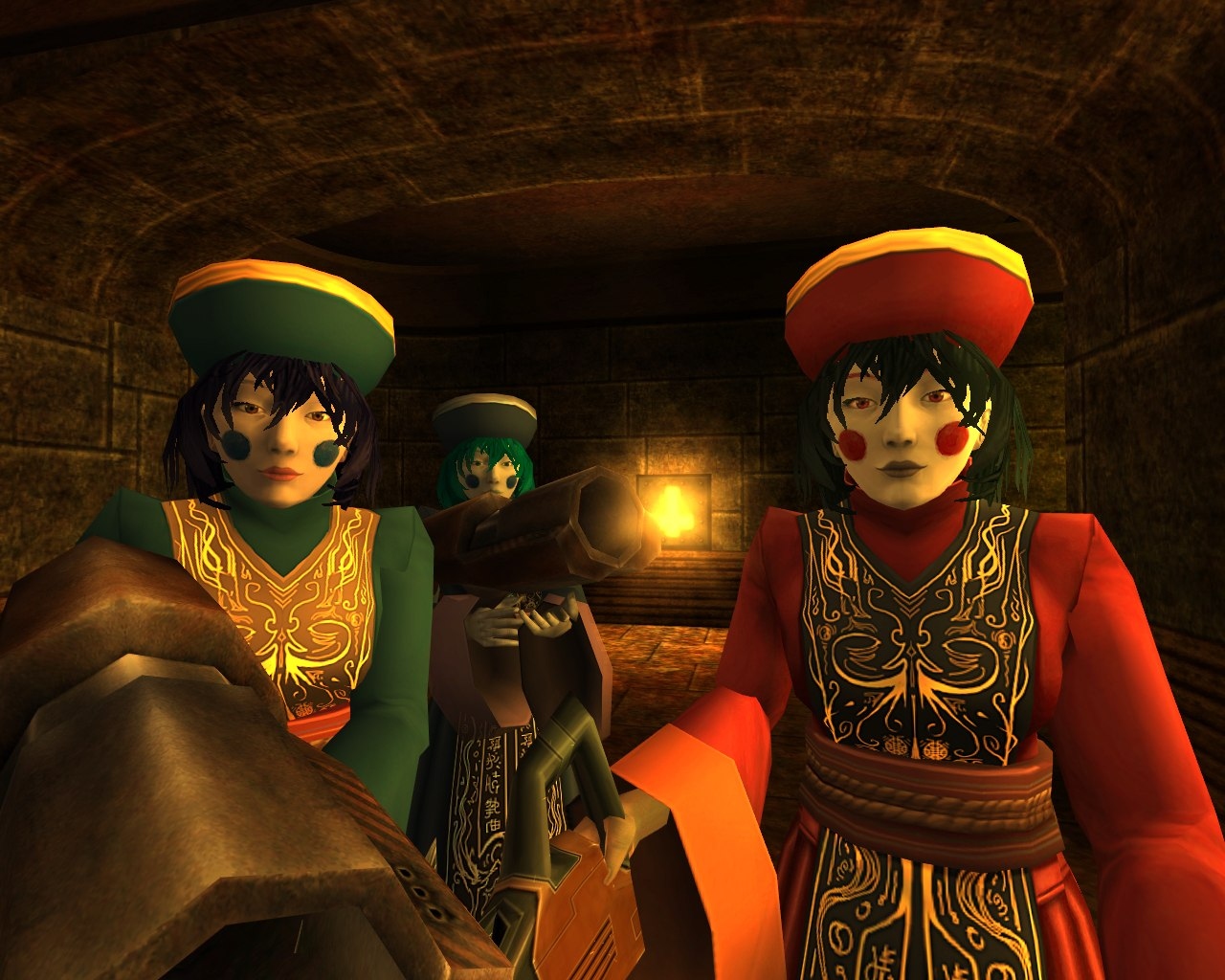